# Tres para el té
Tres para el té es un espectáculo teatral estrenado en noviembre de 2008 en el Centro Cultural de la Cooperación Buenos Aires, Argentina. Estuvo en cartel hasta diciembre de 2009. En 2011 realizó una gira nacional y volvió a los escenarios porteños en diciembre de dicho año.
En 2013 realiza una función en el Festival para Gente Chica

## Introducción
A 111 años de la muerte del autor inglés Lewis Carroll (1832-1898) Gustavo Monje y Giselle Pessacq decidieron explorar el atractivo que un siglo después sigue convocando y generando su obra en los más diversos lectores.
“Tres para el té” toma como su principal fuente de inspiración el imaginario de Lewis Carroll con la intención de explorar el mundo creativo del autor más allá de sus clásicos textos: Alicia en el País de las Maravillas y Alicia a través del espejo. En “Tres para el té”, el universo de Carroll funciona como un imaginario inspirador de ficciones que los actores ponen en juego.
“Tres para el té” quiere acercar al espectador el mundo del autor “interviniéndolo” a través de una lectura contemporánea y personal pensada para incluir niños y adultos.
Con este fin, los autores investigaron el imaginario de Carroll desplegado tanto en sus cartas, poesías y fotografías como también en el núcleo de su obra: los libros de Alicia.
El objetivo de “Tres para el té” es estimular la imaginación de la platea.
La propuesta se basa en los principios de una inteligencia lúdica que permite el desarrollo creativo tanto en niños como en adultos.

## Síntesis argumental
“Tres para el té” narra una de las tantas tardes de juegos entre sus dos personajes centrales: Bruno y Annie, siempre acompañados por Harry.
Todas las tardes Annie va a tomar el té a la casa de Bruno y juntos “juegan a ver quién está más loco de los dos”. Esta es la premisa que los personajes toman como forma de llevar su imaginación hacia lugares impensados. Nuevamente, los autores toman como inspiración la increíble capacidad de juego de los niños.
Durante 50’’, Annie y Bruno, junto al aporte musical de Harry, toman distintas personalidades y trasladan la acción hacia los más diversos lugares con el fin de divertirse. Por momentos Annie propone, en otras ocasiones Bruno decide acerca de la identidad del juego y en otros Annie demanda “Contame un cuento”. Harry también participa del juego proponiendo distintos ritmos y/o climas sonoros para la “calesita de juegos” que se suceden en un sinfín.
Los tres personajes tienen la capacidad para proponer y, a su vez, adaptarse a las propuestas del otro.
El leit motiv de tomar el té- está presente durante toda la obra así como también un extracto del tema musical Tea for two (de Vincent Youmans e Irving Caesar) que funciona como puente entre situaciones.
La historia de amor de Bruno y Annie funciona como hilo conductor de la pieza y ordena el delirio propuesto por el juego. De esta manera, la obra se estructura sobre la base de los encuentros, desencuentros, las peleas y la dificultad de poner en palabras las emociones que tiñen y forman parte del juego de los personajes.
Annie llega a la casa de Bruno acompañada por un regalo de “no cumpleaños” que sorprenderá con su contenido. Bruno, por su parte, describirá una lista de objetos disparatados que le gustaría recibir de regalo. Annie dibujará lo que entiende de esta lista y hará partícipe al público de “su arte”.
Los distintos personajes e historias se sucederán como una caja de sorpresas. Durante el espectáculo y como parte del juego de los personajes, Annie dará vida a una reina que entrará en competencia de “saberes” con el mozo francés interpretado por Bruno. Luego Bruno relatará fantásticas historias, haciendo al público partícipe de las mismas. Ambos personajes darán vida a las flores parlanchinas: Annie desde la manipulación de títeres y Bruno desde la composición de voces. Bruno dará vida a otra reina con mucho menos paciencia que la anterior y juntos actuarán y cantarán un poema épico con un peculiar uso del lenguaje. El fascinante mundo de los espejos, elemento característico de la obra de Lewis Carroll, tendrá también su momento en el espectáculo.
Las emociones de los personajes y diversos elementos escénicos guiarán el paso de una situación a otra generando fluidez en el relato.
Las campanadas que anuncian la llegada de Annie y el preciso momento en que se toma el té son las mismas que anuncian el final de la jornada de juegos y el retorno al “mundo de los cuerdos”. Por lo tanto, Bruno y Annie deben despedirse y volver a la taza de la cual salieron. Los personajes logran vencer sus temores y se animan al demorado “beso”. Así concluye “Tres para el té”.

## Ficha técnica
AUTORES
Gustavo Monje,Giselle Pessacq y Omar Calicchio.
(Inspirado en textos de Lewis Carroll)
ELENCO
Gustavo Monje
Giselle Pessacq
Músico
Esteban Rozenszain
DISEÑO Y REALIZACIÓN DE VESTUARIO
Alberto Mauri
DISEÑO Y REALIZACIÓN DE ESCENOGRAFÍA
Azul Borenstein
DISEÑO DE ILUMINACIÓN
Magali Acha
DIRECCIÓN
Gustavo Monje, Giselle Pessacq y Omar Calicchio